# طوطیچه عینکی
طوطیچه عینکی (نام علمی: Forpus conspicillatus) نام یک گونه از سرده طوطیچه‌ها است.